# Société allemande de phaléristique
La Société allemande de phaléristique (DGO) est une association enregistrée fondée à Munich en 1974. Elle promeut la recherche dans le domaine de la phaléristique, qui est l'une des sciences historiques auxiliaires. L'association compte 995 membres (en 2022), dont des scientifiques, des chercheurs et des collectionneurs d'Allemagne ainsi que des membres intéressés de l'étranger, car le magazine de l'association Orden und Ehrenzeichen (de) est connu internationalement parmi les experts et les collectionneurs.

## Histoire
En 1974, l'« Association des collectionneurs d'ordres allemands » (BDOS) est fondée. C'est le résultat d'une initiative visant à ancrer scientifiquement la phaléristique dans les universités allemandes. Elle est initiée par des collectionneurs, des personnes intéressées par la science et des scientifiques. En 2000, l'association est rebaptisée « BDOS – Société allemande de phaléristique » et en 2010 elle a été rebaptisée « Société allemande de phaléristique » (DGO). Des réunions et des colloques fédéraux sont organisés régulièrement. L'ancien président de la Société allemande pour l'étude des ordres, Rainer Keilbach, souligne dans une interview accordée au Reutlinger General-Anzeiger en 2005 que l'association se considère comme au service de la recherche et ne poursuit aucune ambition politique. Si vous avez hérité ou voyez une décoration, vous voudrez peut-être savoir de quelle période elle provient et à qui elle est décernée pour quels services. Le véritable attrait de cette passion est de rechercher les circonstances de l’attribution.
Daniel Krause est le président de l'association depuis 2021.

## Activités
L'association réalise un travail fondamental de renommée internationale en matière de phaléristique. Les travaux de recherche sont régulièrement documentés et présentés lors de conférences spécialisées. L'association fournit également des informations sur les questions des collectionneurs et des chercheurs, enquête sur la contrefaçon et entretient des contacts dans le monde entier. Tous les membres sont informés des domaines de collecte et des sujets liés aux ordres grâce au magazine bimestriel de l'association. Des colloques ont également lieu régulièrement. Elles s’accompagnent généralement d’expositions spécialisées et de foires de collectionneurs. Altenbourg est depuis plusieurs années le lieu privilégié de ces rencontres,

### Conseil consultatif scientifique
Le Conseil consultatif a pour objectif de promouvoir et d'accompagner scientifiquement la recherche phaléristique et de la faire connaître en tant que domaine scientifique auprès des membres d'autres associations et sociétés phaléristiques, des représentants de disciplines scientifiques connexes, dans les universités et dans d'autres espaces publics. Le Conseil consultatif conseille le Présidium du DGO sur les questions d'études scientifiques religieuses. Les tâches pratiques comprennent, avant tout, la promotion de publications phaléristiques de base et l'organisation et/ou la promotion de symposiums phaléristiques. Le Conseil scientifique consultatif est fondé au 4e symposium de phaléristique de Gunzenhausen en avril 1999 après environ un an de préparation. Parmi les initiateurs et membres fondateurs figuraient Willi Waldvogel (Leipheim, ancien président de la DGO) et Werner Bergmann (de) (Kirchenlamitz, premier vice-président, responsable du travail scientifique de la DGO). La création du Conseil consultatif est recommandée lorsque, dans les années 1990, les principaux phaléristes discutent de questions phaléristiques fondamentales, notamment de la définition étroite ou large du terme « études phaléristiques/d’ordre », des problèmes terminologiques et des déficits en phaléristique. Le DGO gère une bibliothèque de club, qui est administrée par la bibliothèque universitaire de Bayreuth de 2003 à 2020 trouve désormais au musée de l'armée bavaroise (de) à Ingolstadt,
Lars Adler (de) est président du conseil consultatif scientifique depuis mai 2013 ; les autres membres comprennent Eckart Henning, Jörg Nimmergut et Frank Wernitz. Michael Autengruber (de) conseille le conseil consultatif.

### Membres correspondants
Les membres correspondants de l’association en Allemagne comprennent les institutions suivantes :
Musée historique allemand de Berlin, Maison de l'histoire de Bonn et Leipzig, Cabinet des monnaies (de) des Musées d'État de Berlin, Maison de l'histoire brandebourgeoise et prussienne (de) de Potsdam, Musée LWL-Prusse de Minden (de), Musée d'histoire militaire de la Bundeswehr de Dresde, Cabinet des monnaies des collections d'art de l'État de Dresde, Cabinet des monnaies du Musée d'État du Wurtemberg à Stuttgart, Bibliothèque d'État du Wurtemberg, Musée de l'Ordre allemand de Neuffen, Musée d'histoire militaire de Rastatt, Musée de l'armée bavaroise (de), Collections d'art de la Veste Coburg (de), Musée du château et de la carte à jouer d'Altenbourg ainsi que les départements d'ordre des chancelleries d'État de Rhénanie-du-Nord-Westphalie (de) et de Mecklembourg-Poméranie-Occidentale (de).
À l'étranger, il existe également les membres correspondants suivants : le Musée d'histoire militaire de Budapest, le Musée de Bohême-Occidentale de Plzeň (de), l'Institut de numismatique et d'histoire monétaire de la Faculté d'histoire et d'études culturelles de l'Université de Vienne, la Société autrichienne de phaléristique, la Société danoise de phaléristique (Ordenshistorisk Selskab) et le Musée de la Légion d'honneur à Paris.

### Travail et résultats
Avant la création du Conseil consultatif scientifique, il existe des déficits dans les travaux théoriques sur la phaléristique. Il n’existe pas de définition contemporaine du terme « phaléristique ». Le terme n'apparaît pas dans les ouvrages de référence généraux ni dans les écrits sur les sciences auxiliaires de l'histoire, de sorte qu'il est rarement utilisé dans le public ou dans la science historique. Il n'y a guère de liens directs avec des organismes représentant d'autres sciences historiques auxiliaires, comme la numismatique, l'héraldique ou la généalogie. Les publications sur la phaléristique dans les livres et les articles de revues ont souvent un faible niveau scientifique et manquent d'ouvrages fondamentaux, ce qui rend l'orientation dans le domaine difficile et presque impossible pour les étrangers et les nouveaux venus
Ces déficits sont désormais partiellement éliminés. Ainsi, une définition généralement acceptée de la science auxiliaire historique « phaléristique » est élaborée et utilisée dans de nombreux livres et articles sur la phaléristique. Le terme phaléristique est également inclus dans les publications de Brockhaus Verlag. À l'initiative des membres de cette association, le sujet de la phaléristique est également incluse dans la nouvelle édition en sept volumes du Lexikon der Kunst (1987–1994), éditée par Harald Olbrich. Les relations entre la DGO et certaines universités se sont améliorées, tout comme celles avec l'Herold, l'Association d'héraldique, la généalogie et les sciences connexes, et avec les sociétés sœurs à l'étranger.
Dès le début, le Conseil scientifique et ses membres sont sponsors et co-créateurs des Symposiums de phaléristique, qui se tiennent dans la ville de Gunzenhausen en Moyenne-Franconie chaque printemps de 1997 à 2005, puis le 11e Symposium 2006 à Sigmaringen, le 13e Symposium 2008 à l'Université de Bayreuth et – avec les membres de la Société autrichienne de phaléristique – le 12e Symposium à Passau (2007) et le 14e Symposium à Brégence (2009). Entre 2000 et 2005, le Conseil consultatif organise et conçu les symposiums. Le 15e Symposium a lieu au château d'Altenbourg en 2011. L'association présente également une exposition spéciale sur les ordres et les décorations dans le musée des cartes à jouer. Depuis lors, les symposiums ont lieu régulièrement à Altenbourg. De nombreux érudits religieux trouvent ici une plateforme pour présenter les résultats de leurs travaux. D'avril à octobre 2021, une exposition spéciale sur l' Ordre de la Maison ducale de Saxe-Ernestine intitulée « Fidèle et inébranlable » se tient dans la salle de bal du château d'Altenbourg. Le partenaire de coopération de l'exposition est une fois de plus la Société allemande de phaléristique, qui l'associe également au symposium 2021 de sa société.

### Compétence
La phaléristique, en tant que science historique auxiliaire, sert également à dater des personnes sur des photos ou des peintures historiques dont la date de création n'est pas enregistrée, à condition que des médailles puissent y être reconnues. Un expert en la matière est par exemple le regretté homme politique local, enseignant et collectionneur de médailles Reinhard Banse (1948-2022), qui reçoit la Croix fédérale du Mérite en 2016

## Publications

### Revue
Depuis 1999, les membres reçoivent six numéros annuels du magazine du club de 60 pages Orden und Ehrenzeichen. Das Magazin für Freunde der Phaleristik.

### Série
- Henning Volle: Stiftungen und Erneuerungen von deutschen Orden und Ehrenzeichen im Ersten Weltkrieg (Schriftenreihe der Deutschen Gesellschaft für Ordenskunde), Phaleristischer Verlag Michael Autengruber, Constance 2014.  (ISBN 978-3-937064-24-6).
- Uwe Bretzendorfer: Ehrenzeichen für Rettung von Menschenleben. Eine Auswahl aus deutschen Staaten (Schriftenreihe der Deutschen Gesellschaft für Ordenskunde), Steinach-Verlag, Reutlingen 2016.  (ISBN 978-3-929652-10-9).
- Olaf Wittenberg: Für Rettung aus Lebensgefahr. Anerkennungen für Rettungstaten in Deutschland, Begleitheft zur gemeinsamen Ausstellung des Schloss- und Kulturbetriebs Residenzschloss Altenburg und der Deutschen Gesellschaft für Ordenskunde im Residenzschloss Altenburg von Mai bis Oktober 2017, Rotenburg 2017.
- Klaus Feder: Johanniter in Deutschland. Die Balley Brandenburg des Ritterlichen Ordens St. Johannis vom Spital zu Jerusalem: Geschichte, Insignien, Uniformen und Auszeichnungen – Die Leistungen des Ordens in der freiwilligen Krankenpflege in den Kriegen von 1864 bis 1870.  (ISBN 978-3-937064-26-0).